# Terenzio Grandi
Terenzio Grandi (Valenza, 13 ottobre 1884 – Torino, 4 luglio 1981) è stato un letterato, pubblicista e tipografo italiano.

## Biografia
In gioventù repubblicano e interventista, nel 1946 fu tra i fondatori dell'Associazione mazziniana italiana. Tra i suoi principali interessi ci fu l'opera del poeta Gian Pietro Lucini, anch'esso repubblicano: a questo proposito Grandi curò tra le altre cose la pubblicazione di alcune opere inedite dell'autore, quali La Ghosi del Melibeo (Torino 1930); curò inoltre la pubblicazione del carteggio tra il poeta e Carlo Dossi.